# Mosteiro de Santo Domingo de Silos
O Mosteiro de Santo Domingo de Silos é uma abadia beneditina localizada no município de Santo Domingo de Silos, na província de Burgos. Seu claustro é uma das obras-primas do românico espanhol.
O mosteiro, ainda que não em sua atual configuração, remonta à época visigótica, no século VII.  No século X, chamado ainda de San Sebastián de Silos, e em especial durante o período em que o conde Fernão Gonçalves governou Castela, de 930 a 970, a comunidade monástica voltou a ressurgir, alcançando uma pujante atividade, para novamente decair nos anos seguintes.
Em 1002, o mosteiro se encontrava arruinado e maltratado. Em 1041, São Domingo de Silos, o prior do mosteiro de San Millán de la Cogolla, se refugiou em Castela, fugindo do rei de Navarra, e foi bem recebido pelo monarca castelano Fernando I, que lhe confiou a missão de restabelecer o antigo esplendor do mosteiro. Foi nomeado abade de Silos e, em trinta e dois anos, ajuda a levantar os edifícios do mosteiro. São Domingo de Silos morreu em 20 de dezembro de 1073 e foi canonizado em 1076. Sua tumba, em Silos, imediatamente vira centro de peregrinação.
O claustro de Silos tem planta dupla, sendo a inferior a mais antiga e a de maior mérito. Forma um quadrilátero de lados ligeiramente desiguais, sendo que o lado menor mede trinta metros, e o maior 33,12 metros. Os lados norte e sul apresentam 16 arcos, e os lados leste e oeste apenas 14.
A farmácia do mosteiro foi construída em 1705, e dispunha de jardim botânico próprio, de laboratório farmacêutico e de uma biblioteca especializada. Desta se conservam uns 400 volumes, editados entre os séculos séculos XVI e XIX. Também estão guardados várias centenas de jarros de louça que eram utilizados como recipientes de produtos medicinais.
Em 1835, o Mosteiro foi obrigado a fechar devido a pressões políticas e sua biblioteca foi violada e muitos dos manuscritos e livros perdidos. Em 1880, um grupo de monges da Abadia de Solesmes, França, reivindicou o Mosteiro, re-estabeleceram a ordem e refundaram o coral e, por volta de 1888, já haviam conseguido recuperar 14 dos 20 manuscritos desviados em 1835.
Em uma antiga sala do mosteiro está localizado o museu, que conta com uma importante coleção de obras de arte relacionadas com o próprio mosteiro, e que inclui pintura, ourivesaria, escultura e esmaltes, além de fragmentos de um Beatus do Século X e alguns fragmentos de manuscritos visigodos.

## Canto Gregoriano
A partir da segunda metade do século XX, o mosteiro ganhou destaque mundial com as gravações de canto gregoriano de seus monges. O álbum Canto, lançado pela gravadora EMI em 1994, vendeu 700 mil cópias ao redor do mundo. Canções do álbum figuraram entre as cinco mais pedidas nas paradas de sucesso das rádios nos Estados Unidos em meados dos anos 90. Atualmente os monges do mosteiro continuam a gravar e lançar álbuns, não só de canto gregoriano, como também de outros estilos de cantos medievais, como o Moçárabe, contido no álbum El Canto Gregoriano en el Camino de Santiago, de 2016, lançado pela gravadora Warner Classics.

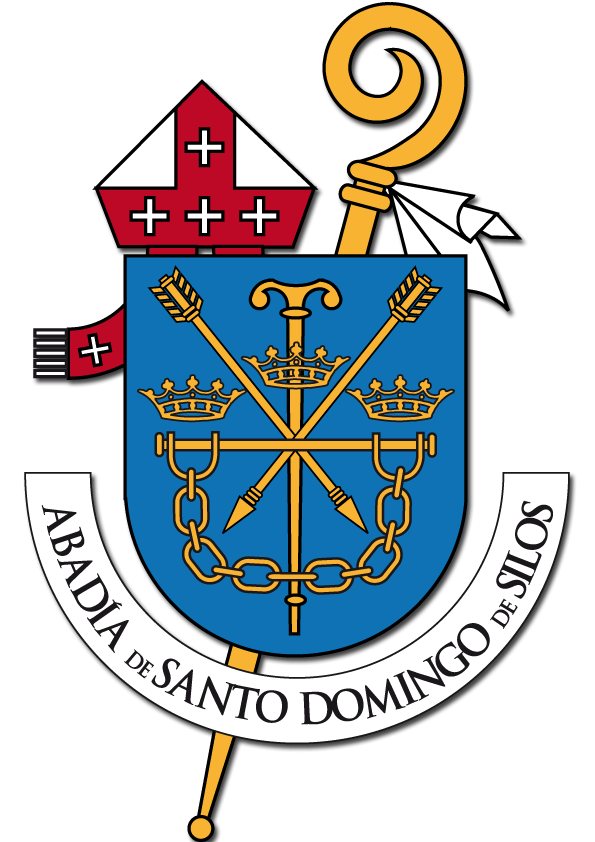
Brasão do Mosteiro

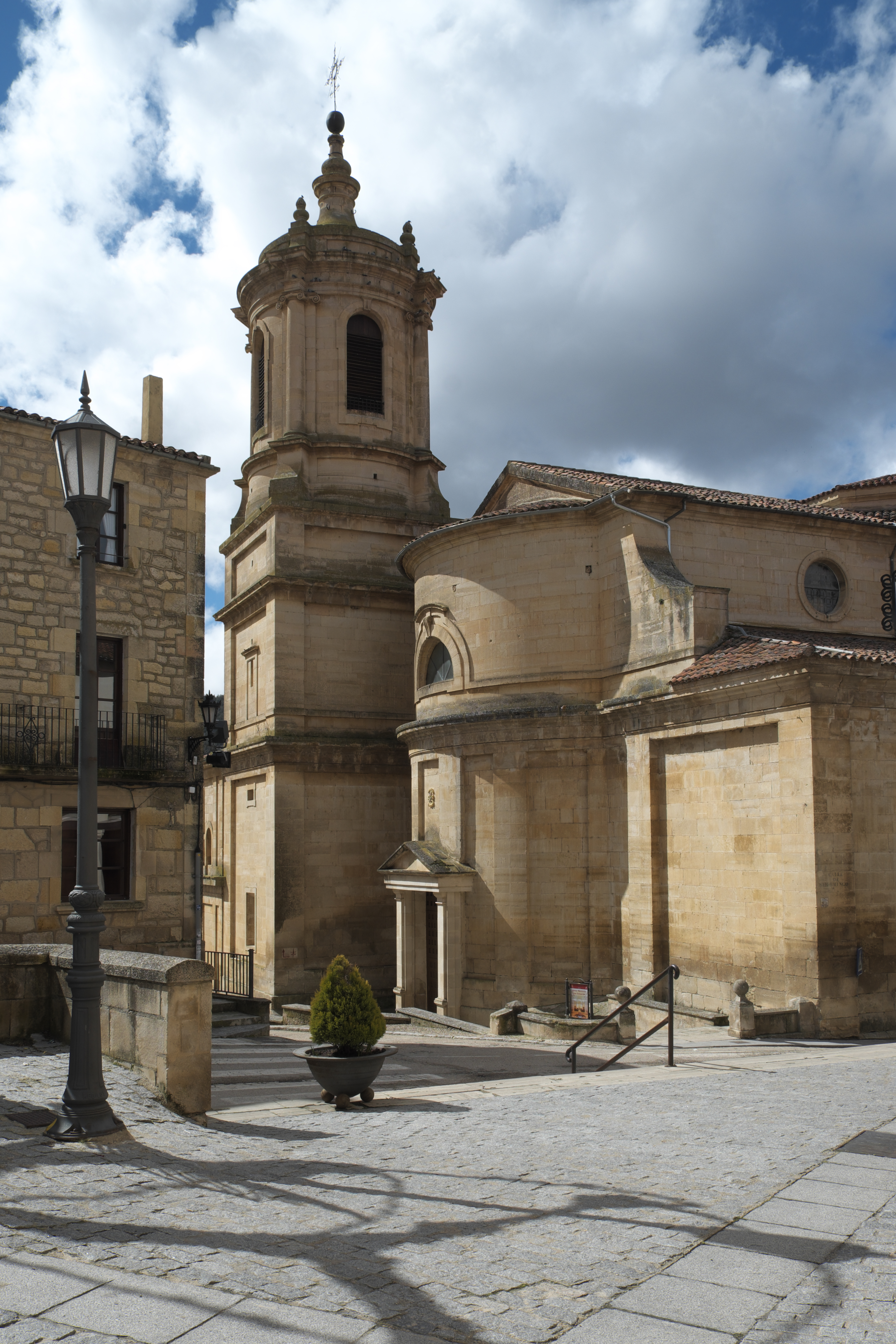
Vista externa

### Discografia
- Obras maestras del Canto Gregoriano (1973 relançado em 1992)
- Canto Gregoriano (1980 relançado em 1992)
- Canto Gregoriano: Navidad (1981 relançado em 1992)
- Canto Gregoriano: Semana Santa I (1982 relançado em 1992)
- Las mejores obras del Canto Gregoriano (1972-82 relançado em 1993)
- Chant (1973-82 relançado em 1994)
- Chant Noel (1980-1 relançado em 1994)
- Chant II (1972 relançado em 1995)
- The Soul of Chant (1955 relançado em 1995)
- Ave Maria (1956-7 relançado em 1995)
- Easter Chants (1956-7 relançado em 1995)
- Chant Collection (1996)
- Pâques à Silos (1996)
- Requiem aeternam (1997)
- Gregorian Book of Silos (1999)
- Lo mejor del Canto Gregoriano (2003)
- Noël à Silos (2005)
- Silos: Lumieres du Grégorien (2006)
- Gregorian Chant (2008)
- Cantos Gregorianos (2014)
- El Canto Gregoriano en el Camino de Santiago (2016)

## Galeria de imagens

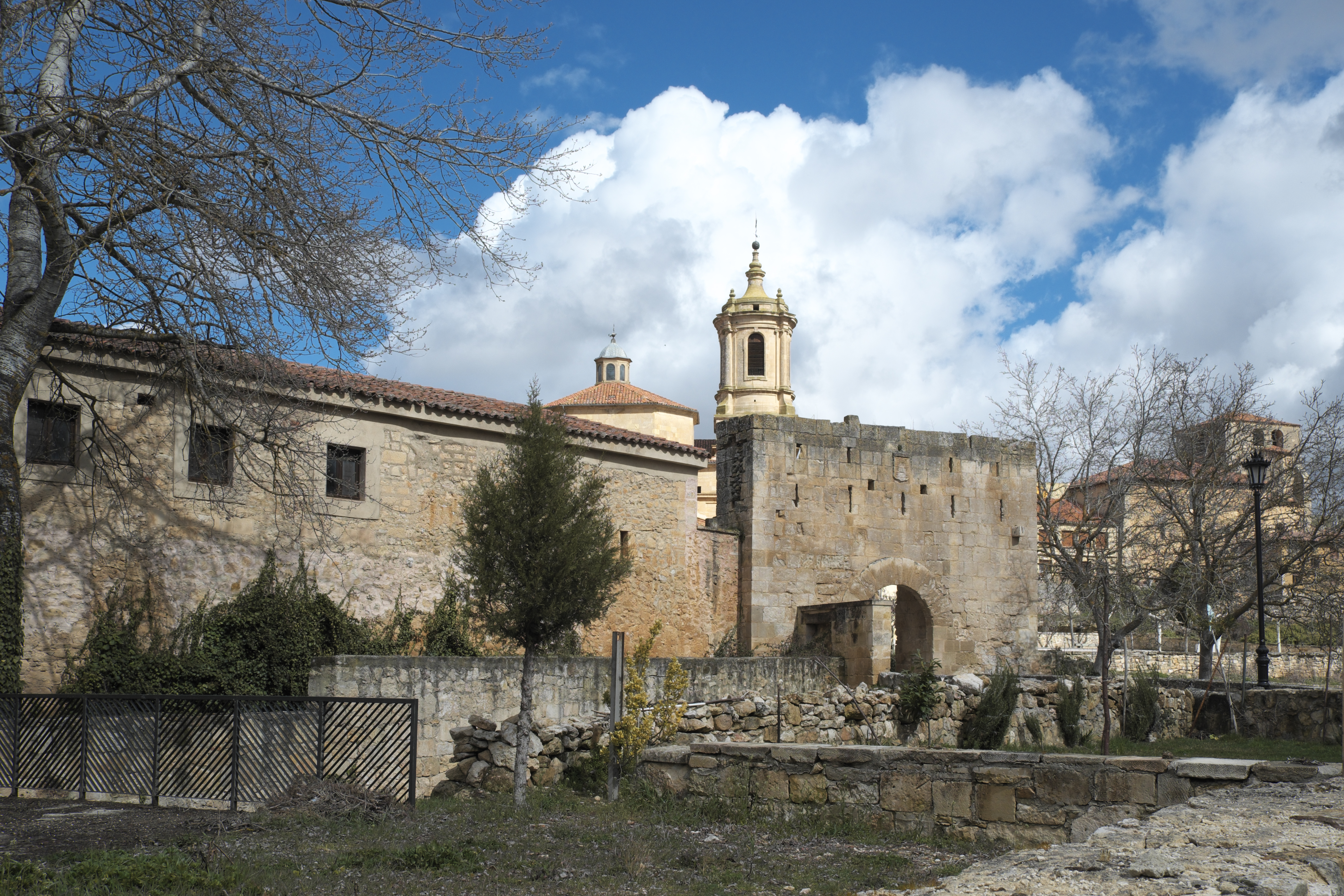
Vista externa
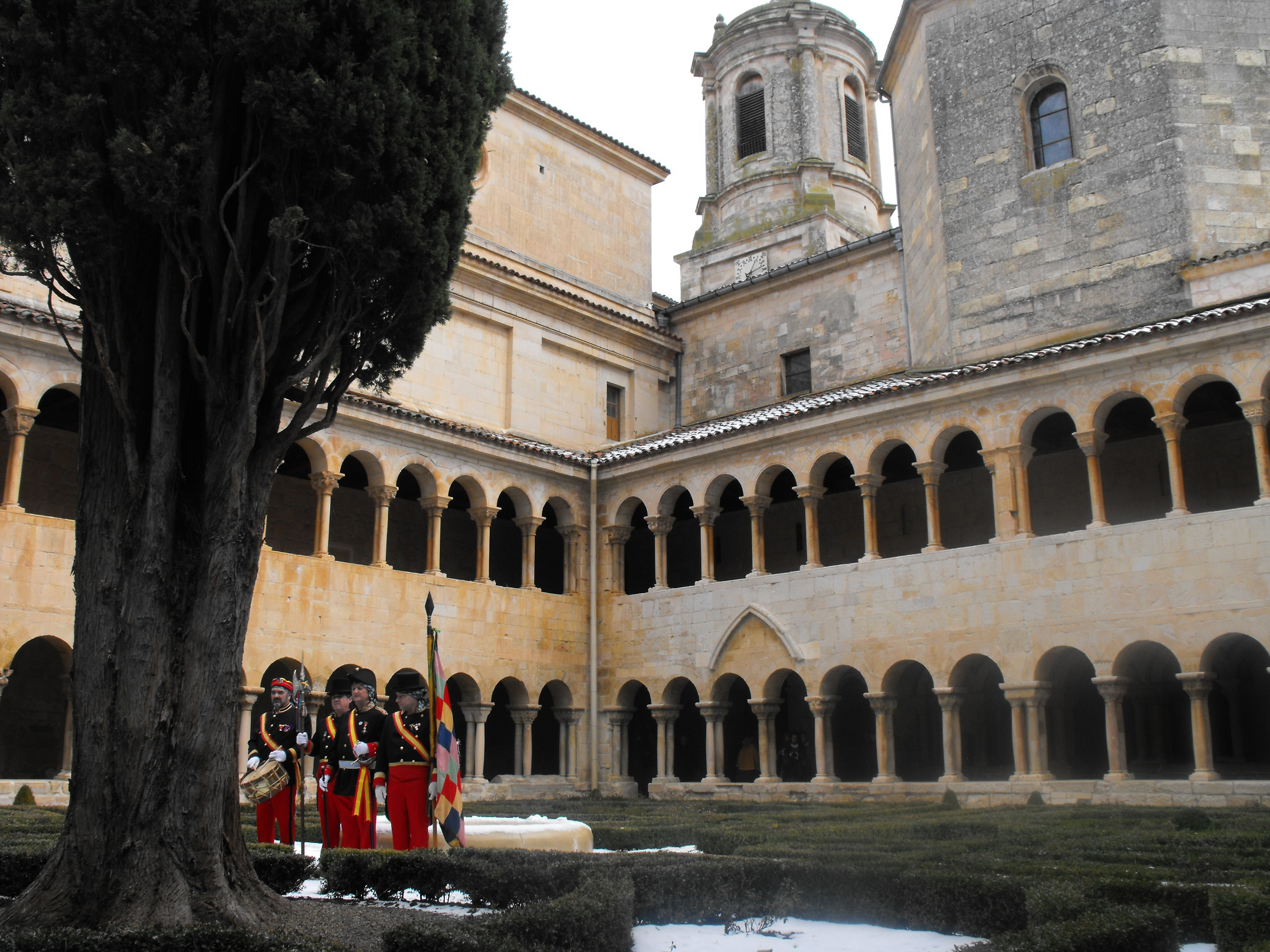
Claustro
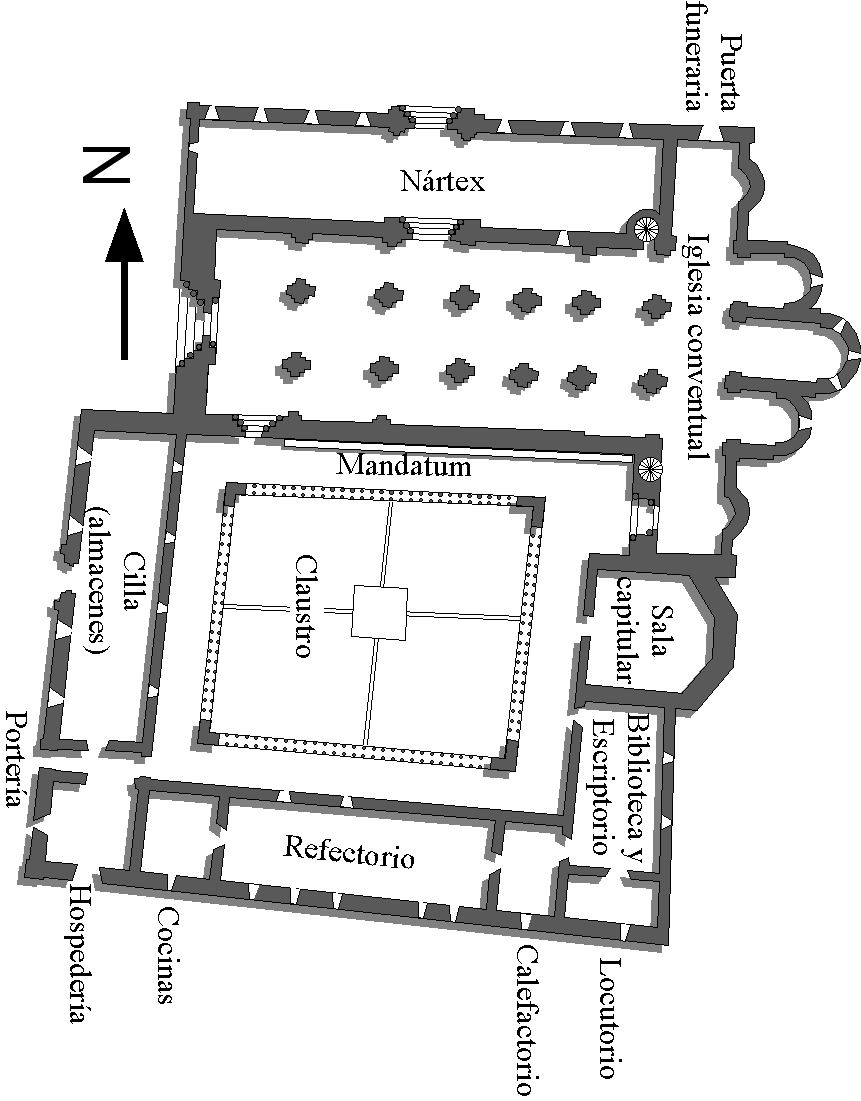
Planta do primitivo mosteiro, tal como seria no século XII
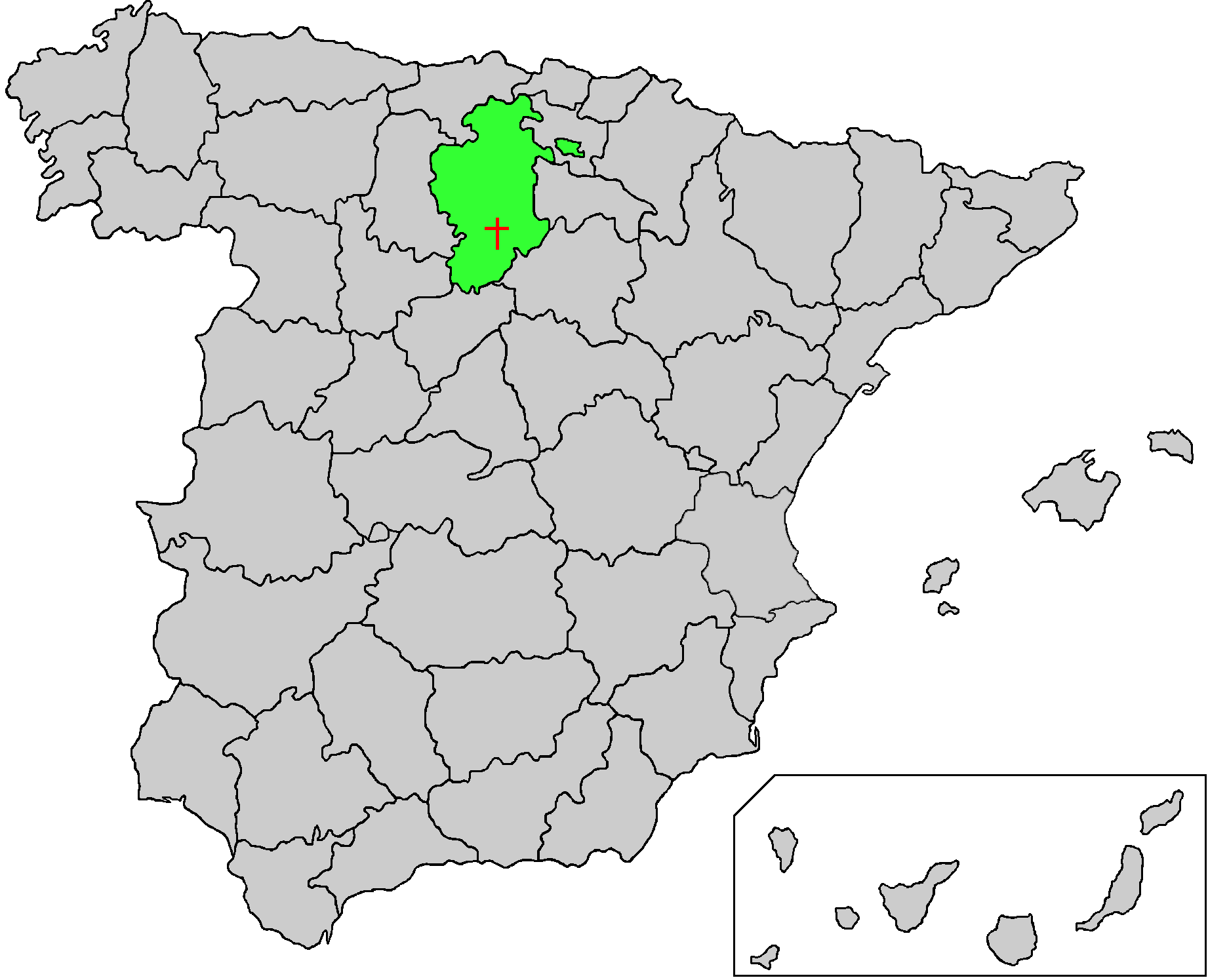
Mapa da Espanha mostrando a localização do mosteiro
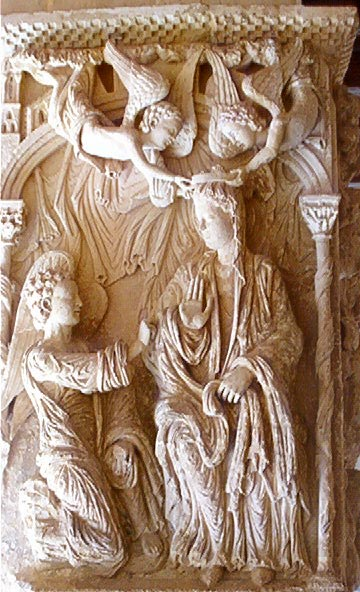
A anunciação à Maria
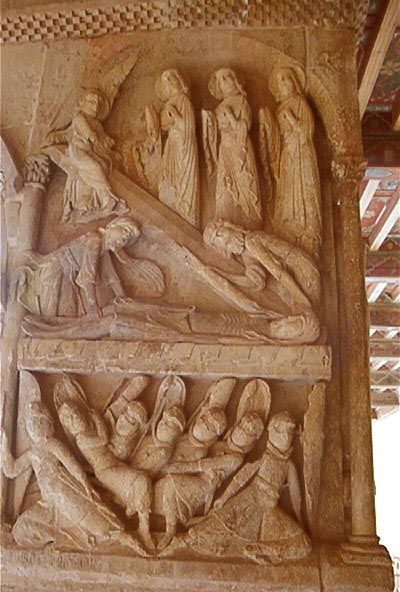
O sepulcro
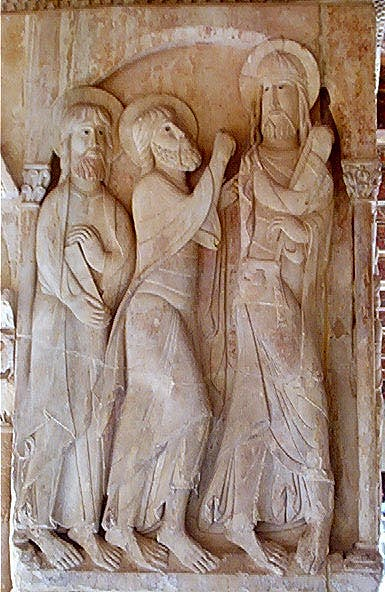
Os discípulos de Emaús
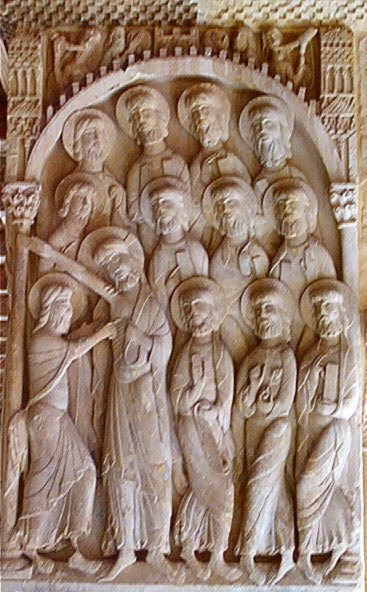
A dúvida de São Tomás
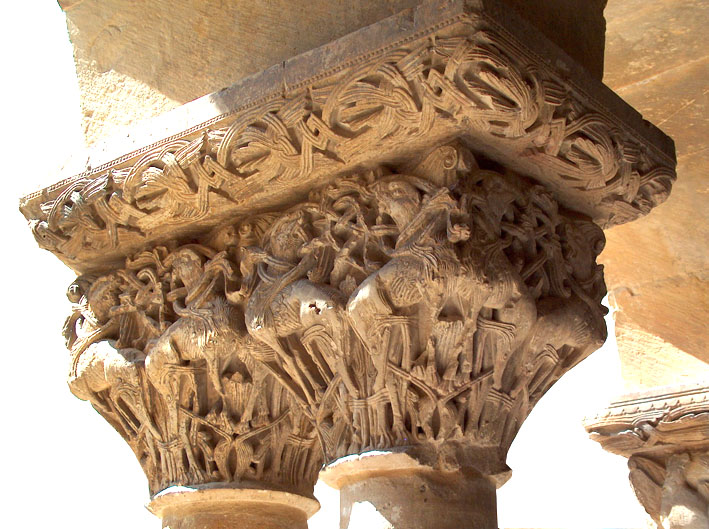
Capitel duplo do 1º mestro
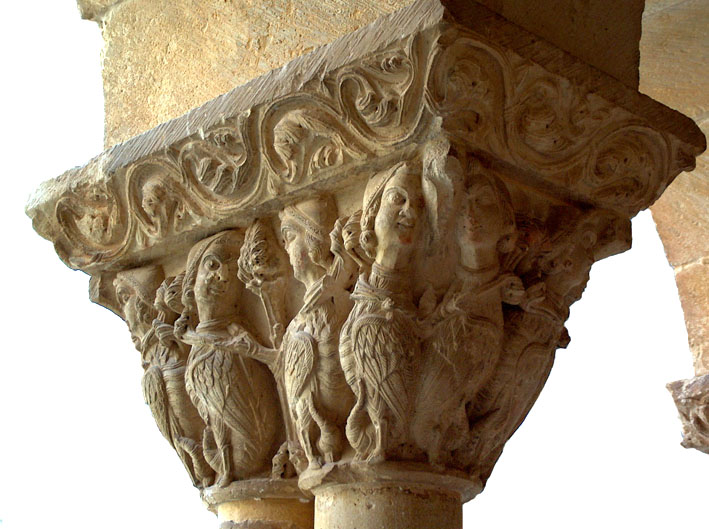
Capitel duplo do 2º mestro
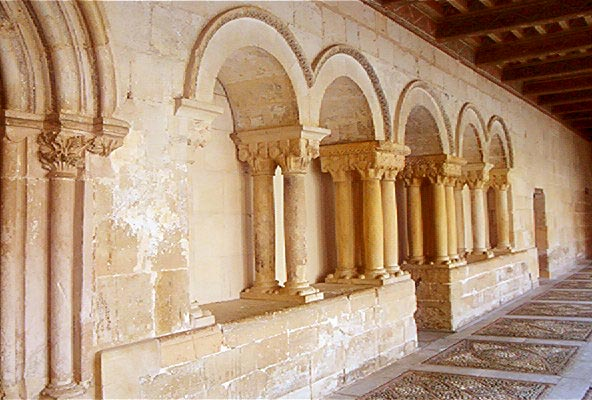
Fachada da sala capitular
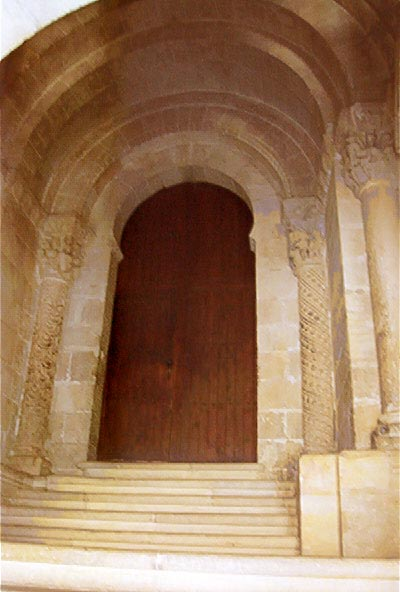
Porta das Virgens